# HD 82747
HD 82747，又名BD-22 2645，SAO 177649、HR 3810，是一颗恒星，视星等为5.91，位于銀經254.38，銀緯20.82，其B1900.0坐标为赤經9h 28m 52.9s，赤緯-22° 20.82′ 19″。